# Cylindropuntia alcahes
Cylindropuntia alcahes, conocida comúnmente como clavellina o choya brincadora, es una especie de planta suculenta perteneciente al género Cylindropuntia, dentro de la familia Cactaceae. Se distribuye en el noroeste de México (concretamente en los estados de Baja California y Baja California Sur) en el suroeste de California (Aarizona) y en la mayoría de las islas costeras del Golfo de California.

## Descripción
Cylindropuntia alcahes es una especie de cactus que crece como un arbusto o pequeño árbol. Su estructura va de densa y compacta a abiertamente ramificada, alcanzando alturas de hasta 3 m. 

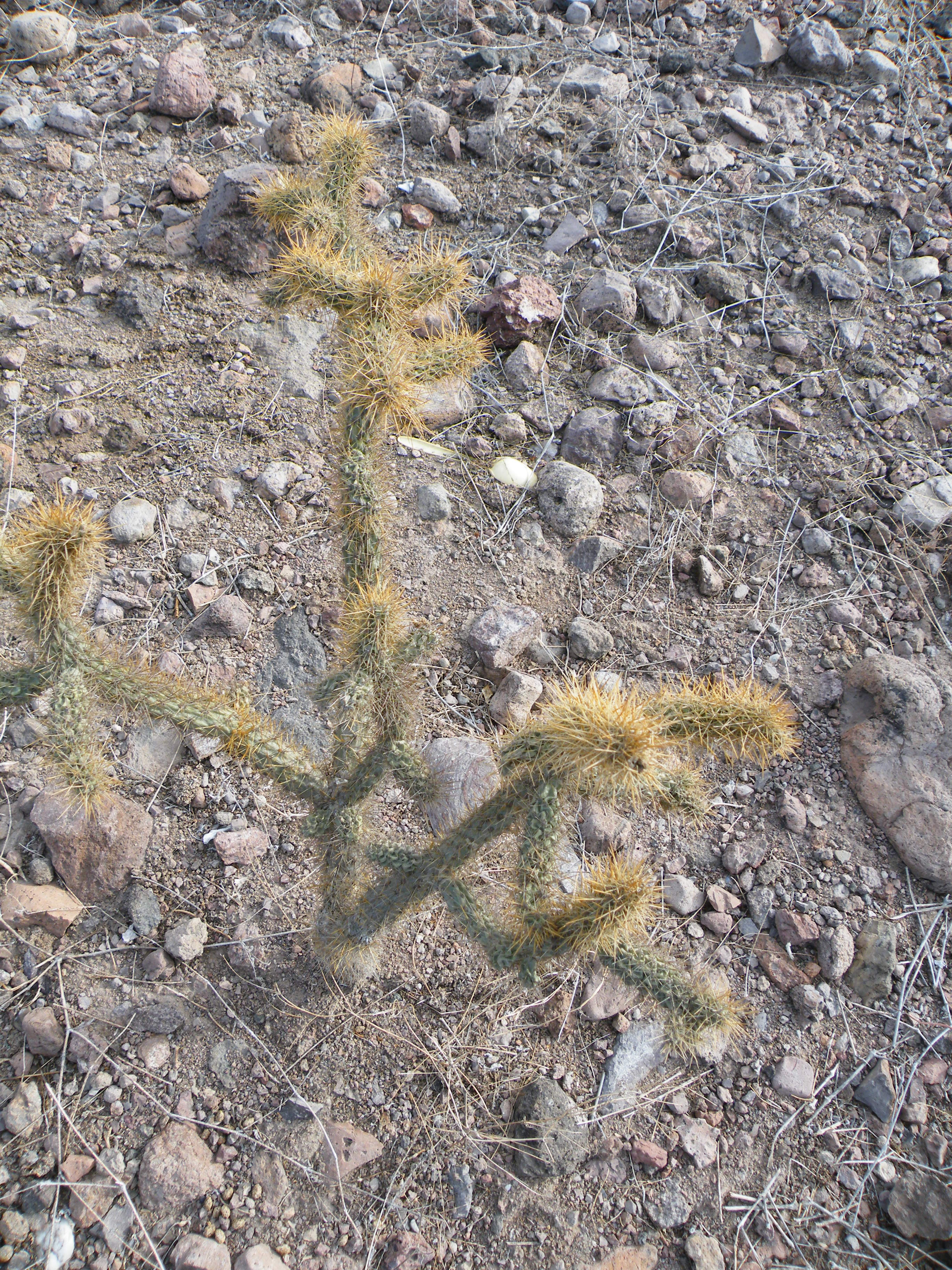
Aspecto de la planta

Los tallos son erectos, articulados y están formados por segmentos que se desprenden con facilidad. Cada uno de ellos mide de 2 a 20 cm de largo y de 1,4 a 4,5 cm de diámetro. Su forma va de cilíndrica a algo alargada y tienen tubérculos en forma de rombo dispuestos en espiral.
Sobre los tallos se asientan areolas que aunque inicialmente son de color crema, amarillo o tostado, con el tiempo se tornan grises. Poseen gloquidios de color amarillo a marrón de 1 a 4 mm de largo que a veces apenas si se notan. También tienen de 5 a 21 espinas (aunque a veces pueden faltar) cubiertas por una vaina epidérmica ligera que parece de papel. Son de color crema a amarillo o marrón ligeramente anaranjado y miden de 0,4 a 2 cm de largo.
Las flores son de color amarillo, verde o magenta rojizo. Los frutos son carnosos y tienen forma de maza o esférica. Su color va de verde a amarillo y tienen tubérculos lisos. Miden de 1,5 a 5 cm de largo y alcanzan diámetros de 1,4 a 3 cm.

## Distribución y hábitat
El área de distribución nativa de esta especie es el noroeste de México (concretamente en los estados de Baja California y Baja California Sur) el suroeste de California (Aarizona) y la mayoría de las islas costeras del Golfo de California. 

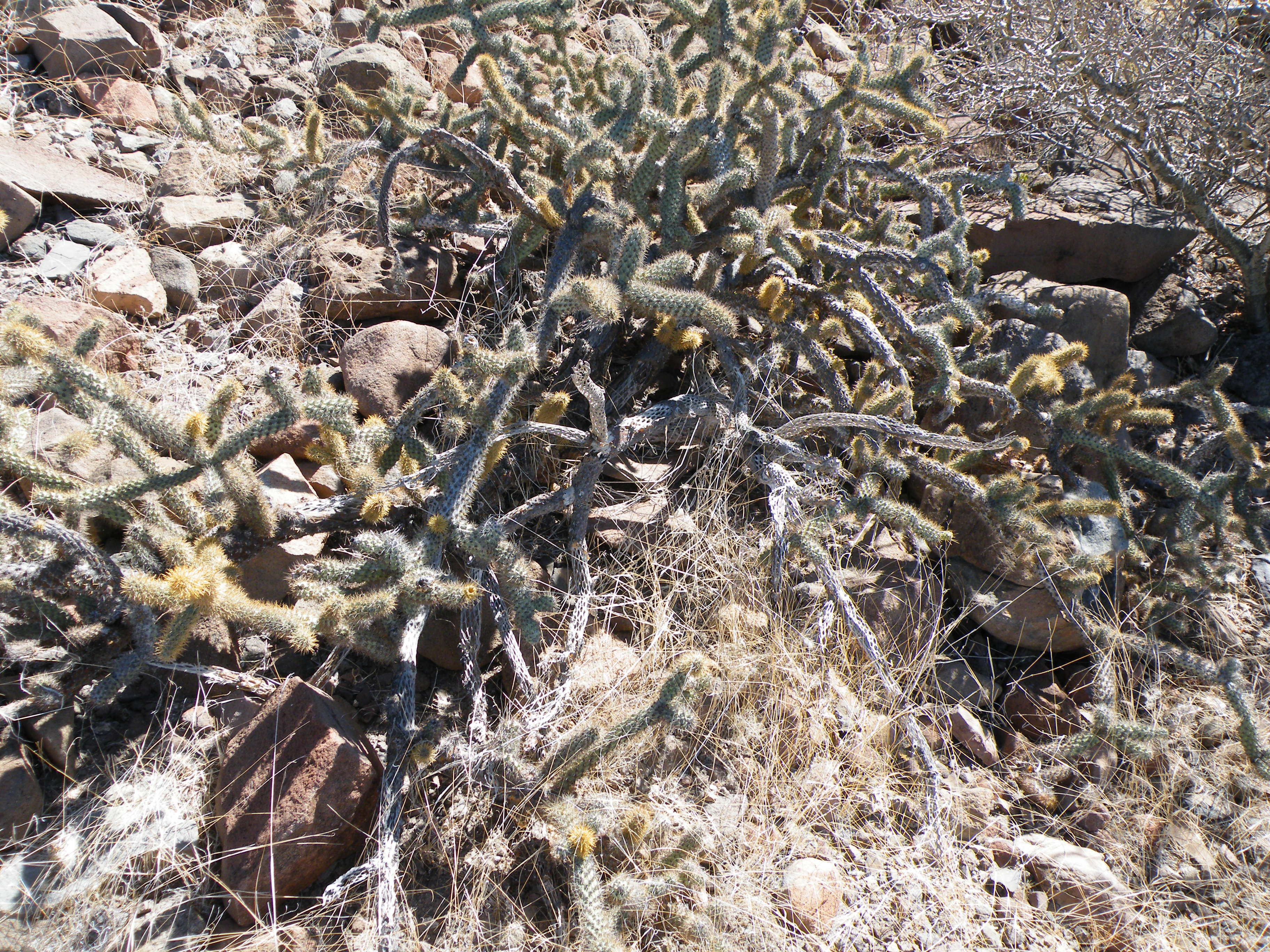
En su hábitat

Crece principalmente en biomas desérticos o de matorrales secos, a elevaciones de 5 a 1100 metros sobre el nivel del mar.

## Taxonomía
La primera descripción de esta especie fue como Opuntia alcahes, publicada en 1895 por el botánico francés Frédéric Albert Constantin Weber en la revista científica Bulletin du Muséum d'Histoire Naturelle 1: 321.
Posteriormente, el botánico danés Frederik Marcus Knuth colocó la especie en el género Cylindropuntia, pasando a llamarse Cylindropuntia alcahes y anotando estos cambios en el libro Den Nye kaktusbog: 131 en el año 1930.
Etimología
- Cylindropuntia: nombre genérico formado por dos palabras: el sustantivo griego kýlindros (que significa 'cilindro') y el género Opuntia, (con el que el género tiene similitudes), haciendo referencia a la forma cilíndrica de los tallos de las plantas.
- alcahes: epíteto específico que deriva de un nombre común local para la especie.[7]

### Subespecies
Actualmente se distinguen cuatro subespecies:
| Imagen | Subespecie                                                         | Descripción                                                                                            | Distribución |
| ------ | ------------------------------------------------------------------ | --- | --- |
|        | Cylindropuntia alcahes subsp. alcahes                              | Los segmentos de los tallos miden más de 7 cm de longitud. Los frutos tienen forma de maza o esférica. | Noroeste de México (Baja California y Baja California Sur) y la mayoría de las islas costeras del Golfo de California. |
|        | Cylindropuntia alcahes subsp. burrageana (Britton & Rose) U.Guzmán | Forma arbustos bajos y extendidos, con el nuevo crecimiento de los tallos de color dorado brillante.   | Noroeste de México (Baja California)                                                                                   |
|        | Cylindropuntia alcahes subsp. gigantensis (Rebman) Rebman          | Los frutos son largos y claviformes.                                                                   | Noroeste de México (Baja California Sur)                                                                               |
|        | Cylindropuntia alcahes subsp. mcgillii (Rebman) Rebman             | Tiene los segmentos de los tallos más cortos, midiendo de 2 a 7 cm de largo.                           | Noroeste de México (Baja California Sur)                                                                               |

Sinonimia
- Sinónimos de Cylindropuntia alcahes subsp. alcahes:
  - Cylindropuntia brevispina (H.E.Gates) Backeb. (1958)
  - Opuntia brevispina H.E.Gates (1938)

- Sinónimos de Cylindropuntia alcahes subsp. burrageana:
  - Cylindropuntia alcahes var. burrageana (Britton & Rose) Rebman (2002)
  - Cylindropuntia burrageana (Britton & Rose) Backeb. (1958)
  - Opuntia burrageana Britton & Rose (1919)

- Sinónimos de Cylindropuntia alcahes subsp. gigantensis:
  - Cylindropuntia alcahes var. gigantensis Rebman (2015)

- Sinónimos de Cylindropuntia alcahes subsp. mcgillii:
  - Cylindropuntia alcahes var. mcgillii Rebman (2015)

## Estado de conservación
En la Lista Roja de Especies Amenazadas de la UICN, la especie está clasificada como de “Preocupación Menor (LC)” y no se conocen amenazas importantes para la conservación de esta especie, ya que es bastante común.

## Usos
Se cultiva principalmente como planta ornamental y su propagación se realiza a través de esquejes o semillas.